# ستيفن س. ويست
ستيفن س. ويست (بالإنجليزية: Stephen C. West)‏ هو عالم كيمياء حيوية بريطاني، ولد في 11 أبريل 1952 في Hessle ‏ في المملكة المتحدة.